# Братанково
Братанково (на гръцки: Γοργόνα, Горгона) е село в Западна Тракия, Гърция в дем Мустафчово.

## География
Селото се намира на южните склонове на Родопите.

## История
Според Патриарх Кирил към 1943 година в селото живеят 170 души-помаци в 44 къщи, както следва по махали: Братанково – 34 домакинства, Савтовци – 5 домакинства, Телкиево – 5 домакинства.